# كارل جي. فيشر
كارل جي. فيشر (بالإنجليزية: Carl G. Fisher)‏ هو شخصية أعمال أمريكي، ولد في 12 يناير 1874 في إنديانا في الولايات المتحدة، وتوفي في 15 يوليو 1939 في ميامي بيتش في الولايات المتحدة.

## سيرة ذاتية
ولد كارل فيشر في مدينة غرينسبورغ بولاية إنديانا، وذلك بعد تسع سنوات من نهاية الحرب الأهلية الأمريكية، كان والده ألبرت إتش. ووالدته إيدا جراهام فيشر. وعندما كان لايزال كارل طفلاً، هجر والده العائلة، والذي كان - حسبما يُعتقد - شرهًا في شرب الكحوليات. وفي صغره عانى كارل من مشكلة حرج البصر والتي تسبب إرهاق العين والرؤية الضبابية وهو ما جعله غير قادر على الالتزام بالمدرسة. ولذلك تركها وهو في سن الثانية عشر ليلتحق بأعمال مختلفة، حيث عمل في محل للخضروات وفي مكتبة، كما باع الجرائد والكتب وغيرهم في القطارات.
في سنة 1891 افتتح ورشة لصيانة الدراجات مع شقيقيه.
في سنة 1909 تزوج فيشر بامرأة شابّة في نفس الوقت الذي كان فيه مخطوبًا لأخرى، والتي رفعت ضده دعوى قضائية، وحظى بطفل في سنة 1921 إلا أنه توفى بعد شهر واحد من ميلاده، وتطلق الزوجان بعدها بخمس سنوات.

## وصلات خارجية
- كارل جي. فيشر على موقع فايند أغريف